# Norddjurs község
Norddjurs község (dánul: Norddjurs Kommune) Dánia 98 községének (kommune, helyi önkormányzattal rendelkező közigazgatási egység) egyike. A Midtjylland régióban található. Norddjurs község Syddjurs és Randers községekkel határos. Lakosainak száma 38 144 fő (2016).